# 梯雷根
梯雷根（约公元前2120年前后在位）（英語：Tirigan）古提国王。在位时期为烏魯克击败，他本人被俘获，受到侮辱。他的失败结束了古提的统治，也讓他自己成為古提王朝在位時間最短的帝王。